# スワヒリ文化

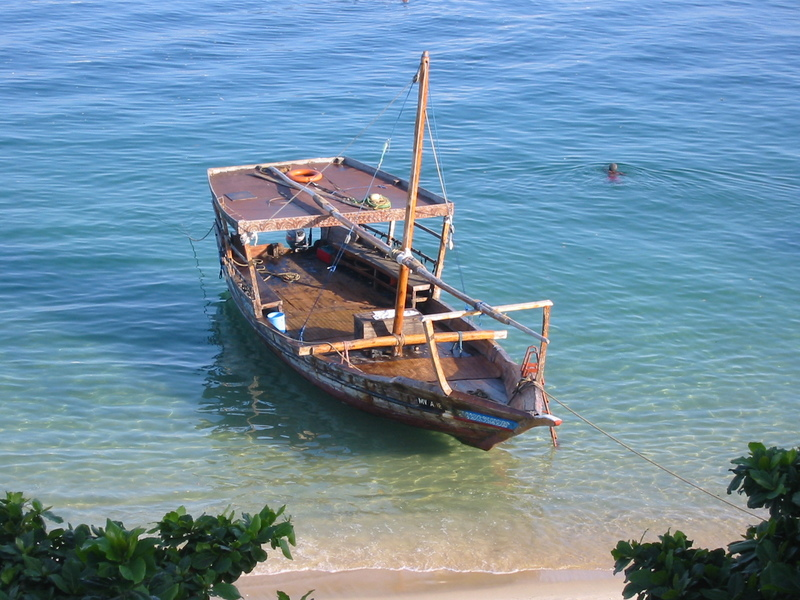
スワヒリの伝統的な船（ザンジバル諸島）

スワヒリ文化（スワヒリぶんか）は、インド洋交易によって栄えた東アフリカの島嶼部の都市群を中心とした文化およびその文化圏のことである。日本ではスワヒリ文明との語が用いられることもある。イスラームを生活規範としながら、アラブ・ペルシア系の外来文化と土着のアフリカ農耕文化の融合によって作り上げられ、共通言語としてスワヒリ語が用いられた。

## 概要

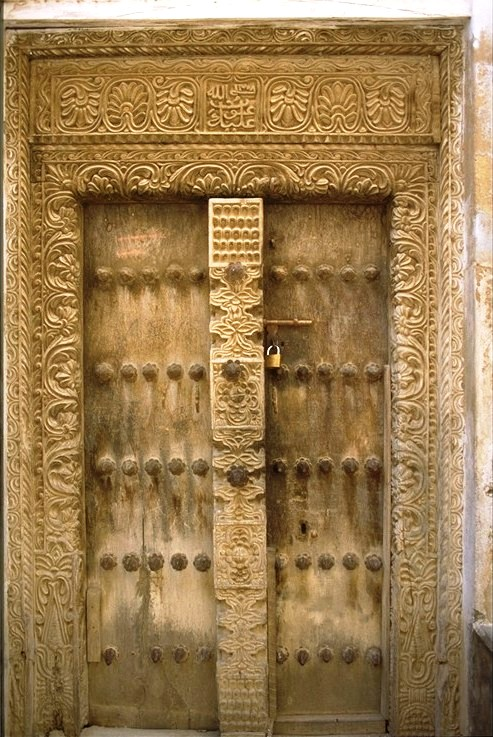
彫刻されたドア（タンザニア、ザンジバル）

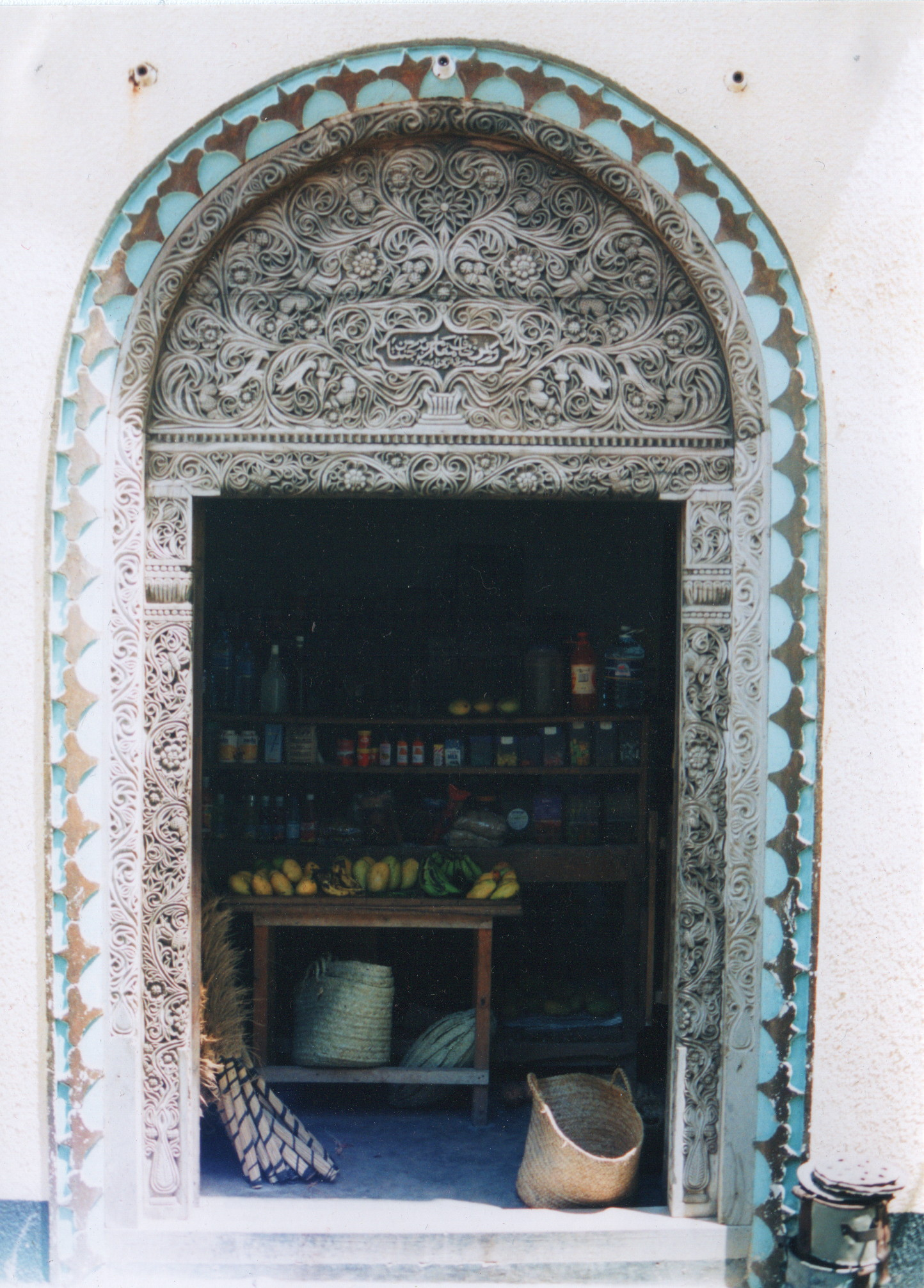
彫刻されたドア（ケニア、ラム島）

東アフリカの地域名として使われることのあるスワヒリ─スワヒリ地方という場合、キスマユ辺りからザンベジ川までの南北約2000キロメートル幅30キロほどの海岸ベルトおよび、近隣の島嶼部を指す─は、単に地理的概念だけではなく、自然環境についての生態的な特徴、人種的な特徴としてアフロ・アジア混血民、社会・文化面の多民族共生、都市性、イスラム教、交易活動、そして共通の文化を保持するために機能するスワヒリ語などの、多様な要素によってひとつの共通文化圏として発展してきたために、19世紀のイギリス人がスワヒリと呼び出したという。家島彦一や宮本正興が指摘するように、これらの特徴によって特徴づけられた文化圏にはインドのマラバール地方や、マラッカ海峡を中心としたマライなどがあることから、独自性をもたらしたものはバンツー系諸民族の基底文化であると考えられている。
またヨーロッパに植民地とされる以前からアラビア文字をつかったスワヒリ語の筆記が行われていたことで知られている。

### スワヒリの特徴
1. イスラム教と祖霊信仰
2. スワヒリ語
3. アラブ人とバントゥー系の混血
4. アラブやバントゥーだけでなくインド様式を取り込んだ生活様式
5. タアラブ音楽

## スワヒリ都市の起源
スワヒリ都市の起源について、キルワやザンジバルにはシラージ人というペルシャからの移民を名乗る人々が在住していることや『キルワ年代記』から、移民によるという外因説が従来強かった。外因説では外来のアラブ人やペルシャ人がこの地にスワヒリ都市を建設し、自らの文化を移植しスワヒリ文化を作りあげたとする。
一方近年では、現地起源説（内因説）が主張されだしている。北ケニア沿岸部に住む諸民族は自分たちの起源を「シュングワヤ」に求めていることや、モンバサやキルワのシラージ人の氏族の中にも同様の伝承をもっていることから、シラージにしても「シュングワヤ」でバントゥーと同化した人々がさらに南下したのだという。その場合、現地社会の文化を基層文化とした上で、それが発展し外来文化を受容した結果がスワヒリ文明だとする。シーラージ伝承は史実その物ではなく、イスラム化したアフリカの社会においてしばしば見られる支配の正統化するためにペルシャ系譜を名乗る例の一つであり、実際に10世紀のスワヒリ地方沿岸部の集落の発掘によって、その住人がバントゥー系の農耕民であったことが判明している。また考古学的にも黎明期のスワヒリ都市にペルシャ語の碑文などが発掘されていない。文化面についても、外来文化とされる石造建築の建築様式はアラブ建築に類例がなく、現地社会の小屋と構造が似ていることを内因説の根拠としている。
18世紀以降、オマーン出身のアラブ人たちや内陸の諸民族もスワヒリ化していったと考えられている。

## 歴史

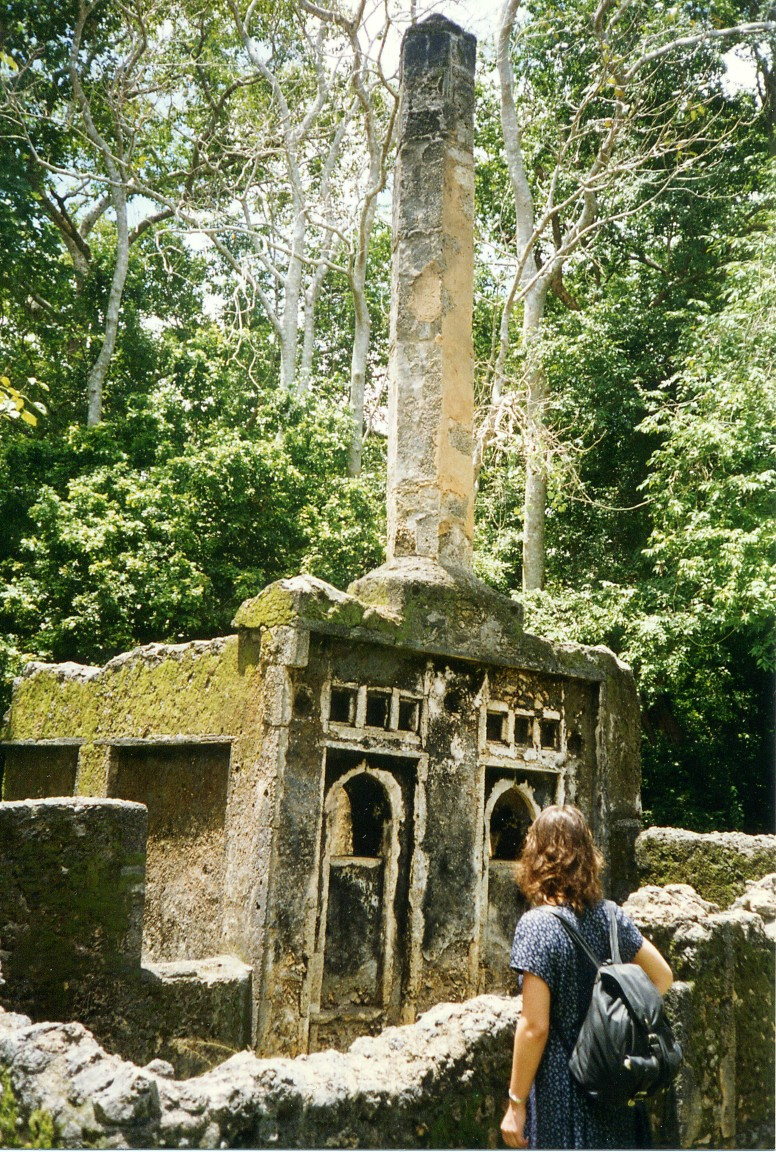
ケニアの村にある墓（1399年）

### 4世紀まで
45年、ギリシア人のヒッパロスが、インド洋西域に吹く季節風が半年交代で南北の方向に出現することを発見したことによって、アフリカの産物についてのインド洋交易が開始された。このころ、アレクサンドリアの無名ギリシア人がエリュトゥラー海案内記という、インド洋航海と交易の案内書を記した。この書には、ハフーン岬からキルワ、ソファラまでの全海岸がアザニアー（非アラブの土地）であったとしている。このころザンジバルやペンバ島には海賊が住んでおり支配力を持っていたが、アラビア西岸で勃興した国と関係を持ち、原住民とアラブ商人との間の仲介をしていたという。
ダウと呼ばれる三角帆を装備した船に乗って、中国産の陶磁器、インド産の香辛料やビーズ、栽培植物などを持ち込んだ商人たちは、それをマングローブ材、亀甲、象牙、龍涎香、貴金属、犀角、奴隷などにかえられアジア、インド、アラブ諸国に運び出された。こうしたダウ船交易はスマトラやジャワからインドネシア系の人々が移住したマダガスカルまで広がっていたと考えられている。
また2世紀にはバンツー諸民族が、アフリカ東海岸に到着し定住を始めたとされる。

### スワヒリ文化の誕生
スワヒリ文化の構成要素として重要なのは、イスラームとスワヒリ語である。その担い手であるアラブ系民族とバンツーは4世紀以前に到達していたが、6世紀に誕生したイスラームの教えは7世紀末には東海岸に到達し、スワヒリ語もその原型は10世紀ごろにはできていたと考えられている。9世紀の旅行家アル・マスウーディーが収録した語句の中の「ワクリミ wqljmj」は現代のスワヒリ語で王を意味するmfalmeと同じと考えられている。10世紀の『キルワ王国年代記』には、王のあだ名として「Nguo nyngi（服を多く身にまとったもの）」「Mkoma Watu（人を殺すもの）」という現代スワヒリ語で解釈可能な語形が見られる。
スワヒリというアラビア語で「海岸、水辺、河畔、緑辺」という意味の「サワーヒル sawahil」に由来する語を、この地に対して最初に使ったのは14世紀の旅行家イブン・バットゥータの「三大陸周遊記」である。ただしバットゥータが「スワヒリ人の土地」としたのはペンバ島かザンジバル島、もしくはモンバサ周辺の限られた土地であった。

### キルワの興亡
13世紀までに、マフダリ家 (Mahdali) の支配の下で、キルワは東アフリカ沿岸部最大の都市となり、その影響力はモザンビークにまで及んだ。1331年、この島を訪れたイブン・バットゥータは「キルワは世界でいちばん美しい整然と建てられた町の一つである。町じゅうの造りが上品である。屋根はマングローブの柱でささえている。雨がたいへん多い。住民は宗教戦争にいそがしい」と書き記している。繁栄の礎は前の時代から変わらず、アフリカ商品の搬出であった。
16世紀に記された『キルワ王国年代記』によると、キルワ王国の由来は、10世紀半ばにシーラーズ(今のイラン）のスルタンの息子アリ・ビン・フセインAli bin Husainが漂着したことに始まるという。キルワ島はMrimbaという人物によって統治されていたが、シーラーズ人は贈り物を彼に送り、また現地のイスラム教徒の娘を娶り、土地に根付いた。このようなシラジ人と現地住民との結びつきによって、スワヒリ交易都市の誕生を説明する「シラジ伝説」はスワヒリ海洋世界に広く流布している。富永によれば、ザンジバルにもシラジ人の子孫というコミュニティがあり、ペルシャ起源とされるナイルージと呼ばれる新年祭が今でも盛大に行われている。
12世紀半からキルワ王国は、ソファラから輸出されるグレートジンバブエ産の金のアラブ・ペルシャ地域への中継港として発展した。これは10世紀中頃スーダンの金産出が減少し、代替として新たな東アフリカ産の金が必要になったからだという。
キルワ王国では13世紀後半にイエメンと縁の深いマフダリ家のAl-Hasan bin Talutが18代目のスルタンとなると、スワヒリ世界におけるキルワ王国の位置は一段と強くなった。14世紀前半の21代目スルタンAl-Hasan bin Sulaiman統治時代が最盛期で、スワヒリ海岸世界で初の金貨を鋳造した。
1498年、ヴァスコ・ダ・ガマがスワヒリ海岸部に現れ、ポルトガル勢力のインド洋海域世界への進出が始まった。スワヒリ交易都市の南に位置していたキルワ王国は1505年、フランシスコ・デ・アルメイダによって占領された。金の搬出港ソファラもポルトガルに占領されたキルワ王国は、金の交易ネットワークから外され没落した。

### ポルトガル時代
ポルトガル人はヨーロッパとアジアをつなぐ喜望峰ルートの確立のためにインド洋交易圏を武力支配を目論み、スワヒリ地方でもモザンビーク、ザンジバル、ペンバ、モンバサなど交易居留地や城塞を建設した。そして交易に関して香辛料や象牙、金などを独占し、「カルタス」という交易手形を発行し、また占領した港で関税を課した。しかしポルトガルの戦略は実際にはうまく機能しなかった。カルタス制度や関税制度をすり抜ける商人は多く、ポルトガルの官吏もその密輸に関わり制度は破綻していった。

### オマーン王国の覇権
ポルトガルによるスワヒリ世界への侵入は、1698年にスワヒリ諸都市とオマーン王国の連合軍に敗れ、以後ポルトガルはインド洋海域から撤退した。
19世紀、ナポレオン・ボナパルトのエジプト遠征によってエジプトが政情不安定となり紅海交易が廃れ、ペルシャ湾交易が重視されると、マスカット・オマーンのアラブ人が勢力を伸ばした。マスカットの領主(イマーム)サイイド・サイードはイギリスから外航船を獲得するとザンジバルを根拠地として沿岸貿易の支配を試みた。当時モンバサを中心とするマズルイ家がペンバ島やラム島、パテ島を占領しており東アフリカで勢力を伸ばしつつあったので、サイイド・サイードはマズルイ家を攻撃した。
1837年にはマズルイの勢力がモンバサから消滅し、1840年にサイードはマスカットからザンジバルに本拠地を移すと、ヨーロッパ諸国の領事館がザンジバルに開かれるようになった。

### 内陸部のスワヒリ化

スワヒリ語が話されている地域の図。

キルワやザンジバルの市場で扱っていた象牙や奴隷は、もともとは内陸住民がキャラバンを仕立てて沿岸部まで売りにきていたものであった。ビクトリア湖などの大湖地方に誕生したブガンダ王国やブニョロ・キタラ王国は、18世紀になるとインド洋沿岸との遠隔貿易に乗り出した。その仲介をしたのが沿岸地域のスワヒリ商人であったが、多くは内陸部まで入ってこず、ニャムウェジ族などの内陸の部族が積極的にその役割を担っていた。1852年カンバ族のキャラバン隊商がモンバサを訪れたという記録が残っている。
やがてオマーン商人の率いるキャラバンはビクトリア湖やタンガニーカ湖、さらにその向こうにまで進出し、往復数年かけるようになった。内陸住民はオマーンに支配されたりしたのではなく、ヘンリー・スタンレーの『リビングストン発見記』にあるように、奴隷・象牙と引き換えに入手する鉄砲を用いて周辺部族を切り従え強大化する部族も存在した。
キャラバンと一緒にイスラム教や、沿岸部限定の言語であったスワヒリ語が内陸部に普及していく。しかしイスラム教徒の商人は宗教的な規制のため利息をとることが出来なかったため、かわりにバニアンとよばれたヒンドゥー教徒のインド人が資本を提供した。インド人は昔から東アフリカに商売に来ていたのだが、サイドの治世において急速にその数を増した。
キャラバン通商の最大の通路は、ザンジバル対岸のバガモヨからはじまり、ニャムウェジ族の中心地ウニャニェンベ(現在のタボーラ州タボラ付近)を中継点とし、西はウジジに、北へはカラグウェ王国を通ってブガンダ王国に到達した。ティップー・ティプとあだ名されたアラブ人ムハンマド＝ビン＝ハメッドはタンガニーカ湖西岸のルアラバ地域、つまりコンゴ（旧ザイール）東部全域を支配し、ニャムウェジ族と協力してキャラバンを組織し、コンゴをインド洋沿岸と結びつけた。

### アフリカ分割
それまで、東アフリカにおいて重要な役割を果たしてきたヨーロッパの国はザンジバルと緊密な関係を持っていたイギリスであったが、1884年、ドイツはタンガニーカ内陸部のいくつかの民族の首長からとりつけたという「ドイツの保護を求めた条約」を根拠に、実質的にタンガニーカをドイツの保護領とした。これはドイツ植民協会のカール・ペータースがドイツ政府の意向とは無関係に結びつけたものであったが、ドイツ宰相ビスマルクは、イギリス単独によるエジプト統治を支持したことなどの代償として、ベルリン会議直後に宣言したものであった。
このドイツの急激な進出に対してザンジバルはイギリスを介して抵抗しようとしたが、イギリスも従来のスルタンを介した交易ではなく、直接内陸部に進出することを決定した。

## 代表的なスワヒリ都市
北から順に代表的なスワヒリ都市を列挙する。
- モガディシュ
- キスマヨ
- ブラバ
- パテ
- ラム
- マリンディ
- モンバサ
- ペンバ
- ザンジバル - スワヒリ語ではウングジャ
- バガモヨ
- マフィア
- キルワ
- ソファラ - スファーラとも